# Lagtingsvalget 1958
Lagtingsvalget på Færøerne 1958 blev afholdt 8. november 1958.
Antallet af repræsentanter ændredes fra 27 til 30.

## Resultater
| Parti                | Tilslutning | Mandater i Lagtinget | Ændring fra 1954 (mandater) | Ændring fra 1954 (%) |
| -------------------- | ----------- | -------------------- | --------------------------- | -------------------- |
| Fólkaflokkurin       | 17,8 %      | 5                    | -1                          | -3,1                 |
| Sambandsflokkurin    | 23,7 %      | 7                    | —                           | -2,3                 |
| Javnaðarflokkurin    | 25,8 %      | 8                    | +3                          | 6,0                  |
| Sjálvstýrisflokkurin | 5,9 %       | 2                    | —                           | -1,2                 |
| Tjóðveldisflokkurin  | 23,9 %      | 7                    | +1                          | 0,1                  |
| Framburðsflokkurin   | 2,9 %       | 1                    | nyt                         | 2,9                  |